# 1976 au cinéma
| Années du cinéma : 1973 - 1974 - 1975 - 1976 - 1977 - 1978 - 1979    |
| Décennies du cinéma : 1940 - 1950 - 1960 - 1970 - 1980 - 1990 - 2000 |

Cet article présente les faits marquants de l'année 1976 au cinéma.

## Événements
- En France, lancement du magazine Première et première édition des César du cinéma.
- Le 19 mai, sortie en France du film Salo ou les 120 journées de Sodome de Pier Paolo Pasolini.
- En Italie, première apparition du personnage de l'inspecteur Nico Giraldi, dans Flics en jeans de Bruno Corbucci (10 autres films suivront).

## Principaux films de l'année
(Ordre alphabétique)
- À nous les petites Anglaises, comédie française de Michel Lang avec Rémi Laurent et Sophie Barjac (7 janvier en France)
- Affreux, sales et méchants, comédie italienne de Ettore Scola avec Nino Manfredi, Ettore Garofolo
- L'Aile ou la Cuisse, comédie française de Claude Zidi qui marque le retour au cinéma de Louis de Funès, après de graves problèmes de santé
- Barocco d'André Téchiné, avec Isabelle Adjani et Gérard Depardieu
- Cadavres exquis (Cadaveri eccellenti), film franco-italien de Francesco Rosi, avec Lino Ventura (26 mai en France)
- Carrie au bal du diable, film d'horreur américain de Brian De Palma avec Sissy Spacek
- Le Casanova de Fellini (Il Casanova di Fellini) de Federico Fellini
- Cría cuervos, drame de Carlos Saura (grand prix du jury au Festival de Cannes)
- Duelle, film français de Jacques Rivette (15 septembre en France)
- L'Empire des sens de Nagisa Ōshima
- Folies bourgeoises, film français de Claude Chabrol (23 juin en France)
- Hollywood, Hollywood, film documentaire de Gene Kelly avec Fred Astaire, Ann Miller
- Les Hommes du président, film politique américain d'Alan J. Pakula avec Robert Redford, Dustin Hoffman, Jack Warden
- Le Juge et l'Assassin de Bertrand Tavernier (César du meilleur acteur pour Michel Galabru)
- King Kong, film fantastique américain de John Guillermin, avec Jeff Bridges, Charles Grodin, Jessica Lange, John Randolph
- Marathon Man de John Schlesinger, avec Dustin Hoffman et Laurence Olivier
- Le Message, monumentale biographie de Mahomet réalisée par Moustapha Akkad avec Anthony Quinn et Irène Papas (dans la version tournée en anglais) et avec Abdullah Gaith et Muna Wassef (dans la version tournée en arabe)
- 1900 (Novecento), film franco-germano-italien de Bernardo Bertolucci (1er septembre en France)
- Monsieur Klein de Joseph Losey avec Alain Delon
- Police Python 357 d'Alain Corneau
- Taxi Driver, drame américain de Martin Scorsese avec Robert De Niro, Cybill Shepherd, Peter Boyle, Jodie Foster
- Rocky de John G. Avildsen, Oscar du meilleur film
- Un éléphant ça trompe énormément, comédie française d'Yves Robert
- La Ville brûlée (La ciutat cremada), film d'Antoni Ribas, sur la Semaine tragique, sorti un an après la mort de Franco

## Festivals

### Cannes
- Taxi Driver de Martin Scorsese remporte la Palme d'or au Festival de Cannes.

### Autres festivals
- 5e édition du Festival panafricain du cinéma et de la télévision de Ouagadougou (Fespaco). Muna Moto, de Dikongue Pipa (Cameroun) obtient le grand prix (Étalon de Yennenga).

## Récompenses

### Césars
- Meilleur film : Le Vieux Fusil de Robert Enrico, qui obtient deux autres Césars : Meilleur acteur pour Philippe Noiret et Meilleure musique pour François de Roubaix.
- Meilleur réalisateur : Bertrand Tavernier pour Que la fête commence qui obtient trois autres Césars : Meilleur second rôle masculin pour Jean Rochefort, meilleur scénario, meilleurs décors.
- Meilleure actrice : Romy Schneider dans L'important c'est d'aimer d'Andrzej Żuławski
- Meilleur second rôle féminin : Marie-France Pisier dans Cousin, Cousine de Jean-Charles Tacchella
- Meilleur film étranger : Parfum de femme de Dino Risi

## Box-Office

### France
| Class.                     | Titre                            | Pays                  | Réalisateur      | Box-Office France |
| -------------------------- | -------------------------------- | --------------------- | ---------------- | ----------------- |
| 1.                         | Les Dents de la mer              | États-Unis d'Amérique | Steven Spielberg | 6 261 327 entrées |
| 2.                         | L'Aile ou la Cuisse              |                       | Claude Zidi      | 5 842 400 entrées |
| 3.                         | À nous les petites Anglaises     |                       | Michel Lang      | 5 704 446 entrées |
| 4.                         | Vol au-dessus d'un nid de coucou | États-Unis d'Amérique | Miloš Forman     | 4 774 879 entrées |
| 5.                         | King Kong                        | États-Unis d'Amérique | John Guillermin  | 4 054 573 entrées |
| Source : cbo-boxoffice.com |                                  |                       |                  |                   |

### États-Unis
1. x
2. x
3. x

## Principales naissances
- 13 janvier : Michael Peña
- 14 janvier : Ward Horton
- 3 février : Isla Fisher
- 5 mars : Shirley Bousquet
- 22 mars : Reese Witherspoon
- 23 mars : Keri Russell
- 23 mars : Michelle Monaghan
- 1er avril : David Oyelowo
- 12 avril : Jérôme Commandeur
- 18 avril : Gavin Creel, acteur américain (mort le 3 octobre 2024)
- 27 avril : Sally Hawkins
- 5 mai : Sage Stallone (mort le 13 juillet 2012)
- 25 mai : Cillian Murphy
- 31 mai : Colin Farrell
- 17 juin : Scott Adkins
- 1er juillet : Mohammed Azaay
- 7 juillet : Berenice Bejo
- 15 juillet : Diane Kruger
- 19 juillet : Benedict Cumberbatch
- 26 juillet : Alice Taglioni
- 2 août : Sam Worthington
- 9 août : Audrey Tautou
- 25 août: Alexander Skarsgård
- 6 septembre : Naomie Harris
- 9 septembre : Emma de Caunes
- 20 octobre : Dan Fogler
- 23 octobre : Ryan Reynolds
- 15 novembre : Virginie Ledoyen
- 29 novembre : Chadwick Boseman (mort le 28 août 2020)
- 8 décembre : Dominic Monaghan
- 29 décembre : Danny McBride

## Principaux décès
- 31 janvier : Fernand Sardou, acteur et chansonnier français, père de Michel Sardou
- 27 février : Oscar Dancigers, producteur russo-franco-mexicain
- 17 mars : Luchino Visconti, réalisateur italien (° 1906)
- 28 juin : Stanley Baker, acteur britannique
- 2 août : Fritz Lang, réalisateur et scénariste allemand
- 10 septembre : Dalton Trumbo, réalisateur et scénariste américain
- 15 novembre : Jean Gabin, acteur français
- 28 novembre : Rosalind Russell, actrice américaine
- 1er décembre : Jane Marken, Actrice française